# 李槃 (滿洲國)
李槃（1887年—1946年），字古民，河南光州城关东关街人，中华民国及满洲国政治人物。

## 生平
官宦家庭出身，自幼勤奋好学，善书画。清末考中翰林。宣统年间被清政府派往日本早稻田大学攻读法律。留学日本法政大学。留学期间结识了孙中山先生，并加入了同盟会，投身于旧民主主义革命。回国后，先后在广州、汉口等地进行推翻清朝、成立民主共和的革命活动。毕业归国后，1908年任河南法政专门学校教授。1909年，他任河南谘议局议员。
1911年武昌起义爆发后，他和王月波联络教育界人士准备响应张钟端等人发动的开封起义，但起义失败。“1911年12月6日，河南咨议局代表李鎜抵沪，与黄可权一道代表河南参加各省代表会议。次日，咨议局又电清内阁，请其接受共和政体。”1911年12月29日，17省都督府及谘议局代表40余人在江苏南京丁家桥原江苏省谘议局召开各省都督府代表聯合會，投票选举中华民国临时大总统，最终孙中山以高票当选。选举会结束后，“中华民国临时大总统选举会”与会者47人合影留念，署名“李鎜”。后来又任南京临时参议院议员，是当时河南的唯一一位参议员。由于道路暌隔，有些省派遣的参议员并不能如期到宁。根据有关材料统计，当时到南京的各省参议员共44人。1912年3月，他成为中华民国民族大同会（后来更名为中华民族大同会）的发起人之一。1912年他任民元国会参议员兼宪法起草委员、参议院法制股常任委员。他还曾任护法国会参议院议员。后来他任浙闽苏皖赣五省联合总司令部军法处长兼第一方面军司令部秘书长。1927年经万宏图转托孙传芳介绍到奉天任最高法院东北分院推事。
九一八事变后，他投靠日本人。满洲国成立后，1932年他任最高检查厅厅长直至1939年返回北京赋闲。1945年8月日本投降，返回故里潢川。途经上海时，被其大女儿挽留在沪暂住。1946年于上海病故。